# Vicent Chilet Torrent
Vicent Chilet Torrent (Albal, Horta Sud, 7 de juliol de 1977) és un periodista valencià, especialitzat en periodisme esportiu i autor de narrativa amb la novel·la de viatges Slow West.
Va començar com a periodista en 1998, quan feia primer de carrera, quan per iniciativa pròpia va contactar amb Levante-EMV per a oferir-se com a corresponsal del periòdic al seu municipi natal, Albal, localitat que aleshores estava governada per Agustí Zacarés i que generava gran quantitat de notícies. Un any després va passar de la secció local a la d'esports, entrant a la plantilla fixa del diari en 2001.
En 2011 va ser un dels impulsors de la revista de cultura futbolística Panenka, i en 2012 comença a col·laborar amb una altra revista cultural, Lletraferit, de la que passaria a formar part del consell de redacció posteriorment. Amb l'editorial responsable d'esta publicació, Llibres de la Drassana, va publicar en 2015 la seua primera novel·la, Slow West.
A més, ha col·laborat amb relats a l'obra enciclopèdica "Historia del Llevant UD" i en els llibres "El sueño europeo", "Bronco y liguero" i "Últimes vesprades a Mestalla". També ha escrit reportatges sobre política italiana i la màfia siciliana en el Magazine, Levante-EMV i Lletraferit.
És nebot de l'escriptor Ferran Torrent.